# IC 2385
IC 2385 је спирална галаксија у сазвјежђу Рис која се налази на листи објеката дубоког неба у Индекс каталогу.
Деклинација објекта је + 37° 15' 57" а ректасцензија 8h 35m 10,6s. Привидна величина (магнитуда) објекта IC 2385 износи 14,3 а фотографска магнитуда 15,1. IC 2385 је још познат и под ознакама MCG 6-19-10, CGCG 179-13, KUG 0831+374, PGC 24103.